# TV on the Radio
TV On The Radio (a veces abreviado TVOTR) es una banda estadounidense de música indie formada en 2001 en Brooklyn, Nueva York, cuyos géneros se extienden a través del rock alternativo y electro hasta free jazz y soul. El grupo ha lanzado varios EP incluyendo su debut Young Liars (2003), y cuatro álbumes aclamados: Desperate Youth, Blood Thirsty Babes (2004), Return to Cookie Mountain (2006), Dear Science (2008), y Nine Types Of Light (2011). 
La composición original de TV on the Radio fue Tunde Adebimpe (voz/loops), David Andrew Sitek (guitarra/teclado/loops), Kyp Malone (voz/guitarras/loops) junto con Jaleel Bunton (batería/voz/loops) y Gerard Smith (bajo/teclados), quien murió el 20 de abril de 2011 con sólo 36 años ante un cáncer de pulmón fulminante. Otros contribuyentes incluyen Katrina Ford de Celebration (voz), Kazu Makino de Blonde Redhead (voz), Martin Perna de Antibalas (saxofón, flauta), David Bowie (voz) y Nick Zinner de Yeah Yeah Yeahs (guitarra). La banda también ha tocado covers en directo de Bauhaus, canciones con Peter Murphy y el líder de Nine Inch Nails, Trent Reznor.

## Historia
El primer lanzamiento de TV on the Radio (inicialmente conformada solo por Adebimpe y Sitek) fue el autolanzado OK Calculator (el título es una referencia al álbum de Radiohead OK Computer). Más tarde se unieron a Kyp Malone, y lanzaron el EP Young Liars en 2003. Les siguió el álbum de larga duración Desperate Youth, Blood Thirsty Babes, que le valió a la banda el premio Shortlist en 2004. Lanzaron un segundo EP, New Health Rock, más tarde ese año.
Su segundo álbum, Return to Cookie Mountain, que se filtró a principios de 2006 y obtuvo elogios por parte de Pitchfork Media antes de su lanzamiento en julio. Fue lanzado en Estados Unidos y Canadá en septiembre en Interscope. La revista Spin nombró a Return to Cookie Mountain como Álbum del año en 2006. El álbum presenta apariciones especiales de David Bowie, Omega Moon, Celebration, Dragons of Zynth, Martin Perna y Stuart D. Bogie de Antibalas, Blonde Redhead y Nick Zinner de Yeah Yeah Yeahs. Bowie contribuyó con segundas voces en la canción "Province". Durante la promoción del álbum, la banda tocó "Wolf Like Me" en el programa Late Show with David Letterman, actuación que tuvo más de 2 millones de reproducciones en YouTube. Durante el tour por Estados Unidos, la banda presentó un par de covers con el vocalista de Bauhaus Peter Murphy y el líder de Nine Inch Nails Trent Reznor.
El tercer álbum de la banda, Dear Science, fue lanzado oficialmente el 23 de septiembre de 2008 por Interscope. Primero se disponibilizó vía "streaming" en su página de Myspace y subsecuentemente fue filtrado en internet el 6 de septiembre de 2008. El álbum fue nombrado como el mejor de 2008 por la revista Rolling Stone, The Guardian, la revista Spin, The A.V. Club, MTV, Entertainment Weekly, la encuesta de lectores de Pitchfork Media así como la encuesta de críticos de Pazz and Jop. También fue nombrado como el segundo mejor álbum de 2008 por New Musical Express y el cuarto mejor del 2008 por Planet Sound.
El 3 de septiembre de 2009, Tunde Adebimpe anunció que TV on the Radio se tomaría un periodo sabático. El álbum solista del guitarrista de la banda, Kyp Malone, titulado Rain Machine, fue lanzado el 22 de septiembre de 2009 por ANTI-. Un álbum solista de Dave Sitek, Maximum Balloon, fue lanzado el 24 de noviembre de 2010 por Interscope, incluyendo a diversos amigos vocalistas invitados como Karen O, David Byrne, y ambos vocalistas de TV on the Radio, entre otros. Además, Sitek produjo el álbum de Holly Miranda The Magician's Private Library, el cual también incluyó a sus compañeros de TV on the Radio Jaleel Bunton y Kyp Malone.
El 7 de febrero de 2011, la banda anunció el fin de su periodo sabático, junto con su próximo cuarto álbum Nine Types of Light. El disco fue lanzado el 12 de abril de 2011, junto con una película homónima de una hora de duración conteniendo videos musicales para todas las canciones del álbum, así como entrevistas a varios neoyorquinos, la que fue dirigida por diversos directores bajo la supervisión de Tunde Adebimpe.
En marzo de 2011, se anunció que el bajista de la banda, Gerard Smith, había sido diagnosticado con cáncer de pulmón. El 20 de abril de ese mismo año, la banda comunicó el fallecimiento de Smith en su página web.
En mayo de 2013, la banda encabezó y ejecutó la comisaría del festival de música All Tomorrow's Parties en la playa de Camber Sands, Inglaterra, donde estrenaron la canción Mercy. La banda comenzó a transmitir la versión de estudio de Mercy en línea el 30 de julio de 2013 y lanzó la canción a la venta en tiendas de música digital poco tiempo después. La banda también puso las pistas múltiples de Mercy a disposición de sus fanáticos para que pudieran hacer sus propias remezclas. El siguiente sencillo fue Million Miles, que fue lanzado digitalmente unos meses más tarde. Ambas canciones fueron lanzadas físicamente a ambos lados de un sencillo de 12 pulgadas, lanzado a través del sello discográfico de Dave Sitek "Federal Prism".
El 8 de noviembre de 2013, mediante su página de Facebook, la banda anunció que se encontraban trabajando en la composición de un nuevo álbum.  El 29 de julio de 2014, hicieron un anuncio oficial de que este nuevo disco. titulado Seeds, estaba previsto para ser estrenado a fines de ese mismo año. A principios de 2015, se anunció que la banda tocaría en los festivales Shaky Knees y Boston Calling Music Festivals ese mes de mayo. El 9 de abril de 2015, anunciaron una gira por Norteamérica para promocionar su nuevo álbum, la que empezó en mayo.
En enero de 2017, la banda se presentó durante una conferencia llevada en la Universidad Yale llamada «Blackstar Rising & The Purple Reign: Celebrating the legacies of David Bowie and Prince», organizada para conmemorar a ambos músicos, fallecidos en 2016. En la ocasión, TV on the Radio interpretó el tema Nothing Compares 2 U, escrita y compuesta por Prince.

## Estilo e influencias
TV on the Radio han dicho que su música ecléctica se debe a su gusto de bandas muy diversas, incluyendo Bad Brains, Earth, Wind & Fire, Nancy Sinatra, Serge Gainsbourg, Brian Eno, y los Pixies. Adebimpe hizo una versión de la canción de Pixies Mr. Grieves bajo el apodo de TV on the Radio en los comienzos de su carrera, superponiendo su voz más de cuarenta veces. La banda también ha citado la canción de Prince Purple Rain como un clásico. TV on the Radio también ha nombrado al post-punk de Wire y Siouxsie And The Banshees. Sitek afirmó: "siempre he tratado de hacer una canción que empiece como Kiss Them for Me [...] con ese elemento de sorpresa donde de repente entra este tambor gigante".

## Formaciones

### Miembros actuales
- Tunde Adebimpe: voz principal, segundas voces, programación, secuenciador (2001-presente)
- Kyp Malone: segundas voces, voz principal, guitarra, bajo, sintetizador, cuerdas (2003-presente)
- David Andrew Sitek: guitarra principal, programación, sample, bajo, sintetizador, trompas, percusión (2001-presente)
- Jaleel Bunton: batería, percusión (2005-presente en estudio; 2005-2011 en vivo); guitarra, piano Rhodes, órgano, sintetizador, segundas voces (2005-presente); programación, cuerdas (2008-presente); bajo (2011-presente)

### Miembros durante giras
- Dave Smoota Smith: trombón, percusión, mellotron, sintetizador Moog, bajo (2011-presente)
- Jahphet Landis: batería (2011-presente)

### Antiguos miembros
- Gerard Smith: bajo, órgano, piano, sample, programador, piano Rhodes (2005-2011; fallecido)

### Antiguos miembros durante giras
- Stuart D. Bogie: saxofón (2008-2009)
- Colin Stetson: saxofón (2008-2009)

## Discografía

### Álbumes
| 2002 | OK Calculator - Demo autolanzado - Lanzamiento: 2002 - Sello: N/A - Formatos: | —  | —  | —  | —   |
| 2004 | Desperate Youth, Blood Thirsty Babes - Primer álbum de estudio - Lanzamiento: 9 de marzo de 2004 - Sello: Touch and Go, 4AD - Formatos: LP, CD, descarga digital                                                | —  | —  | —  | 175 |
| 2006 | Return to Cookie Mountain - Segundo álbum de estudio - Lanzamiento: 6 de julio de 2006 (mundial) 12 de septiembre de 2006 (Estados Unidos/Canadá) - Sello: Interscope, 4AD - Formatos: LP, CD, descarga digital | 41 | 50 | —  | 90  |
| 2008 | Dear Science - Tercer álbum de estudio - Lanzamiento: 22 de septiembre de 2008 (mundial) 23 de septiembre de 2008 (Estados Unidos/Canadá) - Sello: Interscope, 4AD - Formatos: LP, CD, descarga digital         | 12 | 26 | 26 | 33  |
| 2011 | Nine Types of Light - Cuarto álbum de estudio - Lanzamiento: 11 de abril de 2011 (mundial) 12 de abril de 2011 (Estados Unidos/Canadá) - Label: Interscope - Formats: LP, CD, descarga digital                  | 12 | 25 | —  | 33  |
| 2014 | Seeds - Quinto álbum de estudio - Lanzamiento: 18 de noviembre de 2014 - Sello: Harvest Records - Formats: LP, CD, descarga digital                                                                             | 22 | 42 | —  | 78  |